# Hács, Somogy
Hács  este un sat în districtul Fonyód, județul Somogy, Ungaria, având o populație de 399 de locuitori (2011). 

## Demografie
Componența etnică a satului Hács
     Maghiari (93,58%)
     Romi (5,61%)
     Necunoscut (0,8%)
     Alții (0,8%)
Componența confesională a satului Hács
     Romano-catolici (51,88%)
     Luterani (20,8%)
     Fără religie (12,53%)
     Reformați (3,01%)
     Necunoscută (11,78%)
Conform recensământului din 2011, satul Hács avea 399 de locuitori. Din punct de vedere etnic, majoritatea locuitorilor (93,58%) erau maghiari, cu o minoritate de romi (5,61%). Apartenența etnică nu este cunoscută în cazul a 0,8% din locuitori.  Din punct de vedere confesional, majoritatea locuitorilor (51,88%) erau romano-catolici, existând și minorități de luterani (20,8%), persoane fără religie (12,53%) și reformați (3,01%). Pentru 11,78% din locuitori nu este cunoscută apartenența confesională.